# Räddningsstation Växjö
Räddningsstation Växjö, tidigare Räddningsstation Kronoberg, är en av Sjöräddningssällskapets räddningsstationer.
Räddningsstationen ligger i Evedal vid Helgasjön, sex kilometer norr om Växjö och inrättades 2008. Den har 15 frivilliga. 
Stationens ansvarsområde är alla sjöar i Kronobergs län. Det är Sjöräddningssällskapets första station som är uppbyggd för sjöräddning i ett antal insjöar i ett geografiskt område. Räddningsstationen arbetar i intimt samarbete med Värends Räddningstjänst. 
Den första räddningsbåten 2008 var den öppna tidigare man-över-bordbåten Rescue Mignon Wallenius, vilken övertogs av Räddningsstation Hovås. Den har senare överflyttats till Räddningsstation Sundsvall och ersatts av den 5,75 meter långa ribbåten Rescue Info Trader och senare av den 6,8 meter långa Rescue Evedal.

## Räddningsfarkoster
- Rescue Evedal, en 6,8 meter lång öppen Boatsman Panther 22 ribbåt, byggd 2015
- Rescue Växjö Charity, en 5,2 meter öppen båt, byggd 2019 av Nordic Rescue Yamaha Center i Kiruna, en ombyggd Buster XL
- Rescue Eleonora Ebers, en 4,34 meter lång öppen Ivanoff Hovercraft svävare, byggd 2019

## Tidigare räddningsfarkoster
- 3-40 Rescuerunner Kronan
- S-10 Rescue Odd Fellow Kronoborg, en 4 meter lång, öppen svävare